# Wrapped in Red

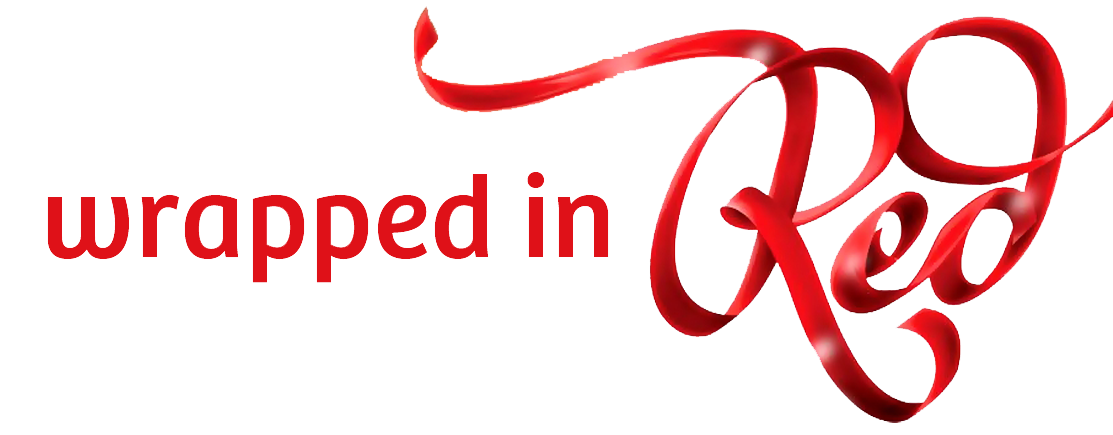

Wrapped in Red è il sesto album in studio della cantante Kelly Clarkson, pubblicato il 29 ottobre 2013 dalla RCA Records.
Il disco contiene diversi classici della musica natalizia, oltre agli inediti Underneath the Tree e Wrapped in Red.

## Promozione
Il 18 ottobre 2013, per anticipare la pubblicazione dell'album, Kelly pubblica su Vevo un video con l'audio di White Christmas e il video del singolo Underneath the Tree, primo estratto dell'album reso disponibile nelle radio statunitensi dal 5 novembre. Il 25 novembre 2014 pubblica il secondo singolo, Wrapped in Red.
Uno speciale televisivo per NBC, intitolato Cautionary Christmas Music Tale di Kelly Clarkson, è stato girato dal direttore del concerto Hamish Hamilton il 30 ottobre 2013, alla vigilia della sua data di uscita, al The Venetian a Las Vegas, raggiungendo oltre 5,3 milioni di spettatori. Lo spettacolo diviene il secondo più visto nel periodo natalizio negli Stati Uniti.

## Accoglienza
| Recensione     | Giudizio |
| -------------- | -------- |
| AllMusic       |          |
| The Guardian   |          |
| ABC News       |          |
| Newsday        |          |
| Slant Magazine |          |
| Country Weekly |          |

Il vicedirettore di AllMusic, Stephen Thomas Erlewine, ha descritto gli arrangiamenti "seducenti" e la performance vocale di Clarkson, come "audace e prestante". Verso la fine della sua recensione, ha scritto: "Forse il concetto e l'esecuzione sono convenzionali, ma anche in questa impostazione assolutamente attesa, Clarkson mantiene il suo spirito focoso e individuale, ed è questo che rende il progetto discografico attraente: mantiene ciò che promette". Anche Sal Cinquemani della rivista Slant Magazine gli ha attribuito una valutazione simile. Ha notato che l'album "offre in gran parte una tregua dal modello pop-rock che ha perseguito senza sosta sin da Breakaway, con una voce meno urlata e più della gamma e della consistenza variegata di piena esposizione che ha contribuito a incoronarla la vincitrice della stagione inaugurale di American Idol; [...]Nel bene e nel male, un decennio di registrazioni e di tour ha scompigliato la sua voce, conferendole una qualità vissuta e matura che impregna con testi d'amore e di desiderio con un'autenticità che altrimenti sarebbe potuta mancare se avesse registrato queste canzoni solo pochi anni prima".
L'editorialista musicale di Newsday Glenn Gamboa ha scritto che "Clarkson gestisce il tutto in maniera esperta - colpendo note notevolmente alte su 'Have Yourself a Merry Little Christmas' e oscillando jazzisticamente su 'Baby, It's Cold Outside' con Dunn. Le nuove canzoni fanno di Wrapped in Red un vero e proprio regalo". Nella sua recensione per The New York Times, Jon Caramanica ha scritto che "Clarkson è molto probabilmente l'unica cantante che lavora nel pop con una reale possibilità di creare un classico moderno della festività sulla falsariga di 'All I Want for Christmas Is You' di Mariah Carey" e ha osservato che le sue canzoni familiari, per quanto compiute, sono "anche fedeli alla storia del pop".
Classificando i 21 migliori album di Natale del 21º secolo, Sal Cinquemani di Billboard ha scritto che "Sono le cinque canzoni inedite dell'album, tutte co-scritte dalla Clarkson, che fanno di Wrapped in Red il miglior album di Natale del secolo fino ad oggi".

## Tracce
1. Wrapped in Red – 3:36 (Kelly Clarkson, Ashley Arrison, Aben Eubanks, Shane McAnally)
2. Underneath the Tree – 3:49 (Kelly Clarkson, Greg Kurstin)
3. Have Yourself a Merry Little Christmas – 3:39 (Ralph Blane, Hugh Martin)
4. Run Run Rudolph – 2:27 (Johnny Marks, Marvin Brodie)
5. Please Come Home for Christmas (Bells Will Be Ringing) – 3:19 (Charles Brown, Gene Redd)
6. Every Christmas – 3:46 (Kelly Clarkson, Aben Eubanks)
7. Blue Christmas – 2:52 (Billy Hayes, Jay Johnson)
8. Baby, It's Cold Outside – 3:01 (Frank Loesser)
9. Winter Dreams (Brandon's Song) – 3:22 (Kelly Clarkson, Ashley Arrison, Aben Eubanks)
10. White Christmas – 3:02 (Irving Berlin)
11. My Favorite Things – 2:49 (Oscar Hammerstein, Richard Rodgers)
12. 4 Carats – 3:28 (Kelly Clarkson, Greg Kurstin, Cathy Dennis, Livvi Franc)
13. Just for Now – 3:30 (Imogen Heap)
14. Silent Night (feat. Reba e Trisha Yearwood) – 4:09 (Franz Xaver Gruber, Joseph Mohr)

Traccia bonus nell'edizione deluxe
1. I'll Be Home for Christmas (da iTunes Session) – 2:54 (Buck Ram, Kim Gannon, Walter Kent)
2. Oh Come, Oh Come Emmanuel – 2:00 (John Mason Neale, Henry Sloane Coffin)

## Classifiche

### Classifiche settimanali
| Classifica (2013-22) | Posizione massima |
| -------------------- | ----------------- |
| Australia            | 29                |
| Belgio (Fiandre)     | 183               |
| Canada               | 5                 |
| Danimarca            | 32                |
| Grecia               | 62                |
| Irlanda              | 64                |
| Italia               | 66                |
| Lituania             | 27                |
| Paesi Bassi          | 8                 |
| Regno Unito          | 65                |
| Stati Uniti          | 3                 |
| Svizzera             | 97                |

### Classifiche di fine anno
| Classifica (2013) | Posizione massima |
| ----------------- | ----------------- |
| Stati Uniti       | 170               |
| Classifica (2014) | Posizione         |
| Canada            | 19                |
| Stati Uniti       | 17                |

### Classifiche di fine decade
| Classifica (2010-2019) | Posizione massima |
| ---------------------- | ----------------- |
| Stati Uniti            | 150               |